# Ordre de bataille confédéré de Belmont
L'ordre de bataille confédéré de Belmont présente les unités et commandants de l'armée confédérée qui ont combattu lors de la bataille de Belmont de la guerre de Sécession. L'ordre de bataille unioniste est indiqué séparément.

## Abréviations utilisées

### Grade militaire
- Général
- Lieutenant général
- Major général
- Brigadier général
- Colonel
- Lieutenant-colonel
- Commandant
- Capitaine
- Premier lieutenant

### Autre
- (b) = blessé
- mb = mortellement blessé
- † = tué
- (PDG) = capturé

## Forces confédérées

### Première division, département occidental
Major général Leonidas Polk
| Brigade                                                                              | Régiments et autres |
| ------------------------------------------------------------------------------------ | --- |
| Camp d'observation, de Belmont Colonel James Camp Tappan                             | - 13th Arkansas : Colonel James C. Tappan - Bataillon du 1st Mississippi Cavalry : Lieutenant-colonel John H. Miller - Batterie de Watson : Lieutenant-colonel Daniel Beltzhoover |
| Renforts amenés par Brigadier général Pillow Brigadier général Gideon Johnson Pillow | - 12th Tennessee : Colonel Robert M. Russell, Lieutenant-colonel Tyree H. Bell - 13th Tennessee: Colonel John Vines Wright, Lieutenant-colonel Alfred Jefferson Vaughan, Jr - 21st Tennessee : Colonel Edward Pickett, Jr - 22nd Tennessee : Colonel Thomas J. Freeman |
| Unités expédiées à Brigadier général Pillow                                          | - 11th Louisiana : Colonel Samuel F. Marks, Lieutenant-colonel Robert H. Barrow - Bataillon du 1st Mississippi : Lieutenant-colonel Andrew K. Blythe - 2d Tennessee : Colonel J. Knox Walker, Lieutenant-colonel William B. Ross - 15th Tennessee : Colonel Charles M. Carroll, Lieutenant-colonel Robert C. Tyler - 154th Senior Tennessee : Colonel Preston Smith, Lieutenant-colonel Marcus Joseph Wright |
| Cavalerie                                                                            | - Bataillon du Tennessee de Logwood : Lieutenant-colonel Thomas H. Logwood |
| Bateaux à vapeur                                                                     | - Charm: Capitaine William L. Trask - Harry W. R. Hill : Capitaine Tom H. Newel - Ingomar : Capitaine Joe D. Clark - Kentucky : Capitaine Billy Priest - Prince : Capitaine B. J. Butler |
| Artillerie [tirée à partir de la rive du Kentucky]                                   | - Batterie du Tennessee de Bankhead : Capitaine Smith P. Bankhead - Batterie du Tennessee de Hamilton : Capitaine S. D. H. Hamilton - Batterie légère de Jackson : Premier lieutenant William W. Carnes - Batterie de Pointe Coupee : Capitaine Richard A. Stewart - Batterie légère du Mississippi de Smith : Capitaine Melancthon Smith - Batterie lourde de Stewart : Commandant Alexander P. Stewart     |

### Unités en réserve ou près de Columbus
| Unités     | Régiments et autres |
| ---------- | --- |
| Infanterie | - 6th Arkansas : Colonel Richard Lyon - 10th Arkansas : Colonel Thomas D. Merrick - 12th Arkansas : Colonel E. W. Gantt - 7th Kentucky : Colonel Charles Wickliffe - 12th Louisiana : Colonel Thomas M. Scott - Bataillon du 21st Louisiana (bataillon du 5th Louisiana) : Lieutenant-colonel J. B. Kennedy - 9th Mississippi : Colonel John M. Bradley - 22nd Mississippi : Colonel D. W. C. Bonham - 25th Mississippi : Lieutenant-colonel Edward F. McGehee - 1st Missouri : Colonel Lucius L. Rich - 4th Tennessee : Colonel Rufus P. Neely - 5th Tennessee : Colonel William E. Travis - 6th Tennessee : Colonel William H. Stephens - 9th Tennessee : Colonel Henry L. Douglass - 33 rd Tennessee : Colonel Alexander W. Campbell |
| Artillerie | - Batterie du Mississippi de Hudson : Capitaine Clement L. Hudson - Batterie légère de Polk : Capitaine Marshall T. Polk - Batterie du Tennessee de Williams : Premier lieutenant Thomas F. Tobin |
| Cavalerie  | - Bataillon du 6th Tennessee : Lieutenant-colonel Thomas H. Logwood - Bataillon du 1st Mississippi : Lieutenant-colonel John H. Miller |